# ゾノトーン
ゾノトーン（英: Zonotone）は2007年5月14日に創業した、オーディオ用ケーブル・アクセサリーの製造販売会社である株式会社前園サウンドラボ（まえぞのサウンドラボ）のブランドである。所在地：東京都練馬区。

## 概要
当時、オーディオ業界から一線を退いていた元Ortofon Japan社長であった前園俊彦（以下、俊彦）が、株式会社トライオード・山崎順一社長からの熱い要望を受け、業務提携（提携は2011年4月30日をもって解消）をする形で2007年に創業した。俊彦氏は前身のOrtofon Japan時代の1990年秋に世界初の7N(超純銅99.999997%)オーディオ用ケーブルを商品化し、改めて線材の重要性に気づく。当時熟考していた「DMHC構造」（詳細は以下「特徴」に記す）を更に進化・前進させ、「適価でよいものを提供する」という理念を具現化すると共に、「オーディオは金満家の特殊な趣味ではなく、一般生活者の趣味としてのオーディオを位置づけるモノづくりする」という信念のもとブランドを立ち上げた。

## 特徴
同社のケーブルの最大の特徴は、プラス・マイナスの芯線材料も一様ではなく、「超高純度7NCu（99.99999%超純銅）」、「6NCu」、「5NCu」というプレミアム銅をはじめ、DCRの低い「純銀コート銅線」、「4N無酸素銅線」、最近では「高純度無酸素銅線PCUHD」や「高機能純銅線HiFC」などの異種素材を組み合わせ、様々な線径、異種線径を複雑に絡み合わせた新しいハイブリッド多芯導体を実現していることである。これこそが同社が開発した「DMHC(ディクリート・マルチハイブリッドコンダクター・ヘリ/パラレル・コンストラクション)構造」であり、独立多芯導体を中心コアの周囲に円筒形に配置し、プラス側とマイナス側とを絶縁ダミー材を挟んで隔絶させる方式である。同社のスピーカーケーブルに採用したのは、さらに一歩進化した「DMHC-DuO方式」である。
これらは大電力と共に千変万化する微細な信号を正確に伝送させるため、円筒状に纏った極太多芯導体をホットとコールドに分離・独立させた極めて完成度の高い構造であり、この構造こそがインダクタンス、キャパシタンスの低減化、位相歪み、高周波もしくは混変調歪み、クロストークなどの低減、帯域バランス特性等の改善、共振、電磁誘導、振動抑止対策、エネルギー損失の防止、等々に極めて高い効果を発揮するという。
同社のハイブリッド導体は長い時間をかけ、膨大な試作と試聴の繰り返しによるデータを基に、独自の黄金比を創出している。物理的、科学的分析から得られる定量的、係数学的な解釈だけに頼ることなく「耳による音楽性」を何よりも重視しているという。
さらに同社のケーブル・アクセサリーは一部部品を除き、ほぼ全て日本製である。

## シリーズ
同社のケーブルのシリーズは主に「Shupreme Series」「Grandio Series」「Neo Grandio Series」「Granster Series」「Meister Series」のシリーズ他、一層ジャンルに特化したユニークシリーズとして「Royal Spirit Series」「Blue Spirit Series」がある。
Shupreme Series
2010年に登場した同社のフラッグシップにあたるシリーズ。Shupreme（シュプリーム）＝「至高」に「h」が付いているのは「至高」のさらなるhigh（高み）を意味する。シュプリーム・シリーズは“異次元の感動”をテーマに同社が培ってきた独自な発想力、柔軟な開発力、斬新な技術力を昇華させ、「至高」のさらなる高みを目指したスーパー・グレードな製品群である。
Grandio Series
同社のミドルクラス(2010年に現最高峰シリーズである「Shupreme Series」が登場するまではこのシリーズがフラッグシップであった)にあたるシリーズで、同社創業時から存在するシリーズである。コンセプトはコスト制約を取り除き、贅を尽して、つくりたいケーブルをつくる。チャレンジ精神で至上のケーブルづくりにトライし、いま求められるベストなケーブルは何か。その回答がこのシリーズである。
Neo Grandio Series
2013年に新たに登場したシリーズ。「Grandio Series」とは別コンセプトのサウンドを目指したシリーズ。「高機能純銅線・HiFC」を同社・日本で初めて採用したシリーズである。最高峰「Shupreme Series」の血筋を受け継ぎ、「Grandio Series」の魅力に肉迫しながら、アナログの良さを追求したシリーズである。
Granster Series
2015年に新たに登場した同社の新エントリークラスである。ハイ・グレードな「Meister」を最高級の「Grandio」に近づける。高純度無酸素銅線PCUHDと高機能純銅線HiFCをハイブリッドで採用し、エントリークラスを超えた、壮大にして立体感のあるサウンドを目指したという。
Meister Series
同社のエントリークラスにあたるシリーズで、「Grandio Series」と同様、同社創業時から存在するシリーズである。ハイクオリティかつ手にしやすい価格を実現し、より多くの方に高品位なオーディオの愉しみを。そんな思いを具現化した製品群であるという。
Royal Spirit Series
2016年に新たに登場した新シリーズ。同社創業10周年記念シリーズであり、設計・開発は現在の代表取締役社長の前園 力 氏が担当した。同社のケーブルのサウンドはこれまで「前に迫ってくるサウンド」が印象的だったが、このシリーズは“拡がり感”と“奥行き感”を重視しており、限りなくステージに近いサウンドを目指したという。
Blue Spirit Series
2012年に新たに登場したユニーククラス。俊彦氏の熱い想いを反映したシリーズでもある。最大の特徴は同社が開発した「新モダーン錫メッキ線」と純度の高いピュア銅線をコラボしたことにより、錫メッキ線の暴れを抑えながら、鮮度感やダイレクト感を最大限に引き出した。これにより「濃厚・濃密・重量感」に満ちた迫りくるサウンドを実現したという。